# Matthias Mayer (Skirennläufer)
Matthias („Mothl“) Mayer (* 9. Juni 1990 in Sankt Veit an der Glan, Kärnten) ist ein ehemaliger österreichischer Skirennläufer. Er war weitgehend auf die schnellen Disziplinen Abfahrt und Super-G spezialisiert. Seine größten Erfolge sind die Olympiasiege in der Abfahrt bei den Olympischen Winterspielen 2014 und im Super-G bei den Spielen 2018 sowie den Spielen 2022. Damit ist er der erste Skirennläufer, der bei drei aufeinanderfolgenden Winterspielen Goldmedaillen gewinnen konnte.
Der Sohn des Olympiamedaillengewinners Helmut Mayer ging für den SC Gerlitzen an den Start und war von 2012 bis 2022 in der Nationalmannschaft des Österreichischen Skiverbandes (ÖSV).

## Werdegang
Nach einigen Erfolgen bei nationalen Schülerrennen bestritt Mayer im Dezember 2005 sein erstes FIS-Rennen. Nach seiner Aufnahme in den ÖSV-Nachwuchskader in der Saison 2006/07 war er ab Jänner 2008 im Europacup im Einsatz. Nach der Saison 2007/08, in der er Österreichischer Jugendmeister in der Abfahrt wurde, stieg er in den B-Kader des ÖSV auf. Im Jahr 2009 maturierte Mayer am Sport-BORG in Spittal an der Drau. Ein erster internationaler Erfolg gelang ihm bei den Juniorenweltmeisterschaften 2008 im spanischen Formigal mit dem Gewinn der Silbermedaille im Super-G.

### Weltcupdebüt 2009

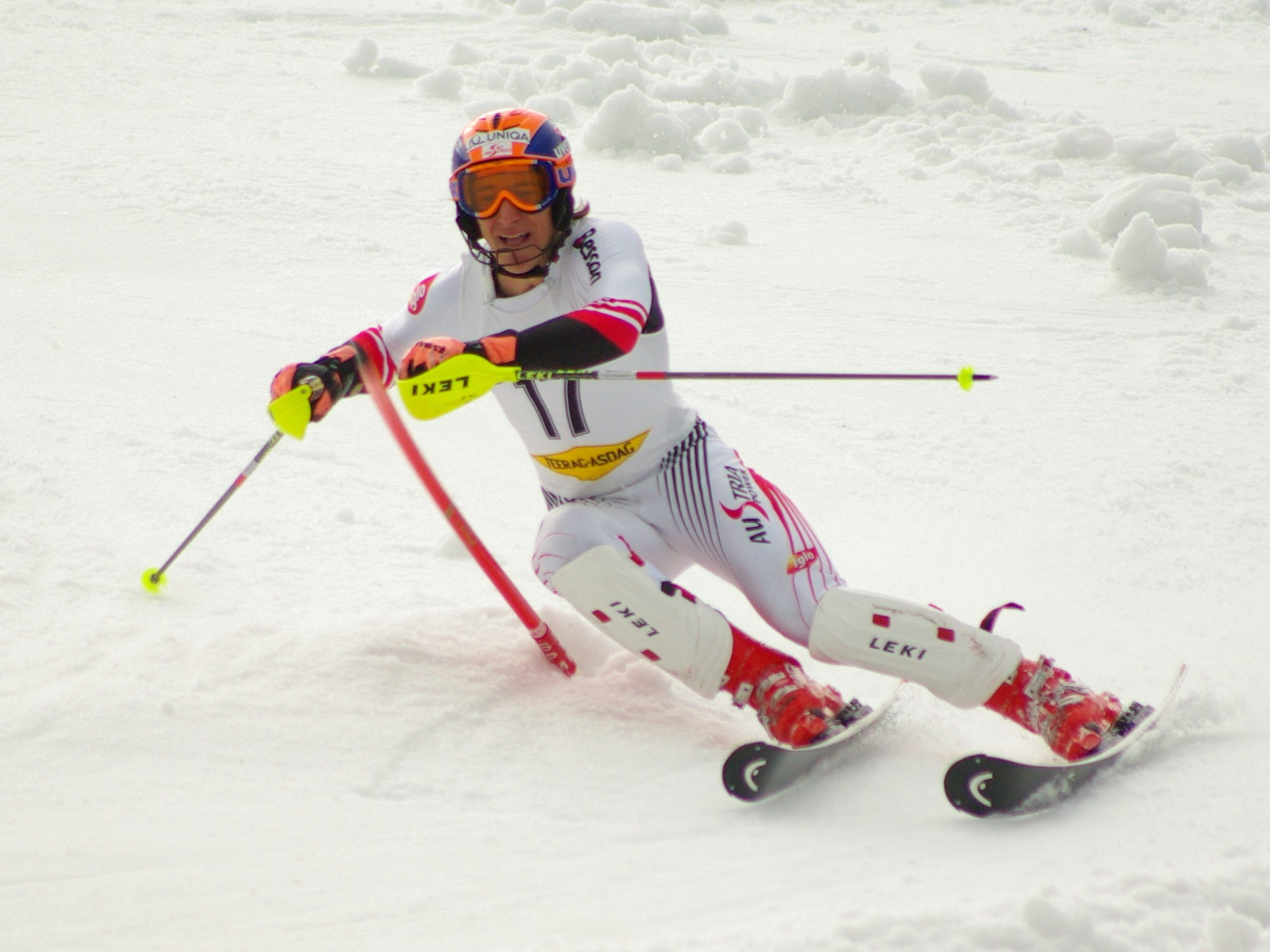
Matthias Mayer im Slalom der FIS Superkombination in Spital am Semmering im März 2008

Am 13. Februar 2009 stand Mayer als Dritter des Super-G von Sarntal/Reinswald zum ersten Mal im Europacup auf dem Podest. Eine Woche später ging er bei der Super-Kombination in Sestriere erstmals im Weltcup an den Start. Am 26. Jänner 2011 feierte Mayer im Super-G von Méribel seinen ersten Europacupsieg. Zwei Wochen später, am 5. Februar 2011, holte er als 23. des Super-G von Hinterstoder seine ersten Weltcuppunkte. Im Europacup gelangen ihm am Ende der Saison 2010/11 ein weiterer Sieg und zwei Podestplätze im Super-G, womit er die Disziplinenwertung gewann und Sechster im Gesamtklassement wurde. 2011 stieg er nach drei Jahren im B-Kader in den A-Kader des ÖSV auf.
Nach seinen Erfolgen im Europacup absolvierte Mayer im Winter 2011/12 seine erste volle Weltcup-Saison. Während er in der Abfahrt nicht punkten konnte und in der Super-Kombination zweimal unter die schnellsten 20 fuhr, erreichte er in seiner Spezialdisziplin, dem Super-G, bereits drei Top-10-Ergebnisse, wobei sein bestes Weltcupresultat des Winters ein sechster Platz in Kvitfjell am 2. März war. Im Super-G-Weltcup belegte er den 13. Platz. Nach dem Winter wurde Mayer in die Nationalmannschaft des ÖSV aufgenommen. Die Vorbereitung auf die folgende Saison war jedoch durch eine schwere Lebensmittelvergiftung beeinträchtigt, dadurch konnte er erst im Oktober das Training in vollem Umfang aufnehmen. Am 25. Jänner 2013 erzielte er seine erste Podestplatzierung, als Zweiter des Super-G von Kitzbühel.

### Olympiasieg 2014
Am 9. Februar 2014 feierte er seinen bis dahin größten Erfolg und gewann die Goldmedaille in der Abfahrt bei den Olympischen Winterspielen 2014 in Sotschi. Beim Weltcupfinale in Lenzerheide 2014 folgte sein erster Weltcupsieg in der Abfahrt. Im Oktober 2014 zog sich Mayer bei einem Trainingssturz einen Innenbandeinriss im rechten Knie und eine Wirbelsäulenprellung zu und fiel dadurch für den Saisonauftakt in Sölden aus. Bei den alpinen Skiweltmeisterschaften 2015 in Vail/Beaver Creek belegte er den 4. Rang im Super-G, den 11. Rang in der Alpinen Kombination und den 12. Rang in der Abfahrt.

### Die Jahre 2015 bis 2017
Am 21. Februar 2015 gewann er die Abfahrt von Saalbach und führte so einen österreichischen Dreifacherfolg vor seinen Teamkollegen Max Franz und Hannes Reichelt an. Am folgenden Tag entschied er auch den Super-G für sich und feierte seinen ersten Weltcupsieg in dieser Disziplin. Am 19. Dezember 2015 erlitt er bei einem schweren Sturz in der Abfahrt von Gröden einen Bruch des sechsten und siebenten Brustwirbels sowie Prellungen und fiel für den gesamten restlichen Skiweltcup 2015/2016 aus. Durch eine neue Airbag-Schutzweste wurde er möglicherweise vor schwereren Verletzungen bewahrt.
Am 20. Jänner 2017 errang Mayer mit seinem Sieg im Super-G erstmals die Goldene Gams bei den 77. Hahnenkammrennen in Kitzbühel.

### Olympiasieg 2018
Mit vier Podestplätzen reiste Mayer 2018 als aussichtsreicher Medaillenkandidat zu seinen zweiten Olympischen Spielen nach Pyeongchang. Am 13. Februar kam er im Slalom der Kombination nach einem Einfädler schwer zu Sturz und erlitt einen schmerzhaften Bluterguss an der Hüfte. Ein Startverzicht für die Abfahrt stand im Raum, Mayer trat jedoch an und beendete das Rennen als einer der Mitfavoriten auf Rang neun. Am 16. Februar siegte er im Super-G als erst zweiter Österreicher nach Hermann Maier 1998 in Nagano, der drei Tage vor seinem Sieg ebenfalls spektakulär zu Sturz gekommen war. Damit gewann er als zweiter männlicher Skirennläufer nach Aksel Lund Svindal, der dieses Kunststück am Tag zuvor mit seinem Abfahrtssieg vollendet hatte, olympische Goldmedaillen in beiden Speeddisziplinen. Außerdem beendete er die olympische Siegesserie der Norweger, die in dieser Disziplin die letzten vier Titel errungen hatten.
Beim Saisonfinale in Åre gewann er zeitgleich mit seinem Teamkollegen Vincent Kriechmayr zum dritten Mal eine Weltcup-Abfahrt und feierte seinen insgesamt fünften Sieg. Die beiden bewahrten den ÖSV damit vor einer Saison ohne Abfahrtssieg.

### Die Jahre 2019 bis 2021
Die Saison 2018/19 verlief für Mayer wechselhaft. Bei den Weltmeisterschaften in Åre wurde er als Mitfavorit Fünfter in der Abfahrt und schied im Super-G mit sehr guter Zwischenzeit aus. Im Weltcup gelangen ihm mit Rang zwei im Super-G von Bormio und Rang drei in der Abfahrt von Kvitfjell lediglich zwei Podestplätze.
Besser startete er in die folgende Saison, in der er zunächst im Oktober 2019 in Sölden mit einem 15. Platz sein bestes Riesenslalom-Ergebnis erzielte. Danach gewann er den Super-G von Lake Louise sowie überraschend die Lauberhorn-Kombination von Wengen. In Kitzbühel sorgte der 29-Jährige nach Rang zwei im Super-G bei den 80. Hahnenkamm-Rennen für den ersten österreichischen Streif-Sieg seit sechs Jahren. 
Ein weiterer Saisonsieg folgte in der Abfahrt von Kvitfjell, dem letzten Rennen vor Abbruch der Weltcup-Saison wegen der Covid-19-Pandemie. Die Gesamtweltcup-Wertung beendete er auf Platz 4, seinem bisher besten Ergebnis; auch die Plätze 3 in der Abfahrts- und Kombinationswertung waren persönliche Bestleistungen, Platz 4 im Super-G hingegen nicht ganz nach zwei dritten Plätzen in 2012/13 und 2014/15.
In der Saison 2020/21 gelang ihm nur ein Sieg in der Abfahrt von Bormio, aber dank weiterer guter Platzierungen (Zweiter und Dritter in den beiden Abfahrten von Kitzbühel, jeweils Dritter in Garmisch-Partenkirchen und Saalbach-Hinterglemm) beendete er die Abfahrts-Disziplinenwertung auf Platz 2, 68 Punkte hinter Beat Feuz.

### Olympiasieg 2022
Zum Auftakt der Saison 2021/22 erreichte er beim Riesenslalom von Sölden im ersten Durchgang Platz 13, schied aber im zweiten Durchgang aus. Danach startete er eine beeindruckende Serie bei den Speed-Events: Sieger in der Abfahrt von Lake Louise, Zweiter und Vierter in den beiden Super-G Rennen von Beaver Creek, Zweiter in der Abfahrt von Beaver Creek und nochmals Zweiter im Super-G von Gröden. Es folgten drei weniger gute Rennen mit den Plätzen 16, 12 und 13 in der Abfahrt von Gröden und den beiden Rennen in Bormio, bevor er in den letzten fünf Speed-Rennen vor den Olympischen Spielen weitere fünf Platzierungen unter den ersten sechs erreichte (Platz 3 im Super-G von Wengen, die Plätze 6 und 5 in den beiden Abfahrten von Wengen und zweimal Platz 4 in den beiden Abfahrten von Kitzbühel).
Am 8. Februar 2022 holte Matthias Mayer sein drittes Olympiagold im Super-G in Yanqing bei den Olympischen Winterspielen in Peking, nachdem er am Tag davor bereits Bronze in der Abfahrt errungen hatte.

### Rücktritt vom aktiven Rennsport
Am 29. Dezember 2022 erklärte Mayer bei einem Interview in der österreichischen Fernsehnachrichtensendung Zeit im Bild nach der Besichtigung des Super-G in Bormio überraschend sein sofortiges Karriereende. Im darauffolgenden Juni gab der ÖSV bekannt, Mayer als sportlichen Berater für die kommende Saison verpflichtet zu haben. Im Jänner 2024 wurde er während einer Veranstaltung in Kitzbühel auffällig und von der Polizei in Gewahrsam genommen. Der ÖSV sprach von „gesundheitlichen Problemen“ Mayers.
Seit Juni 2025 ist Mayer Vizepräsident des Skiclubs Kärnten.

### Privates
Seit 2020 ist Mayer mit seiner Frau Claudia verheiratet. 

## Erfolge

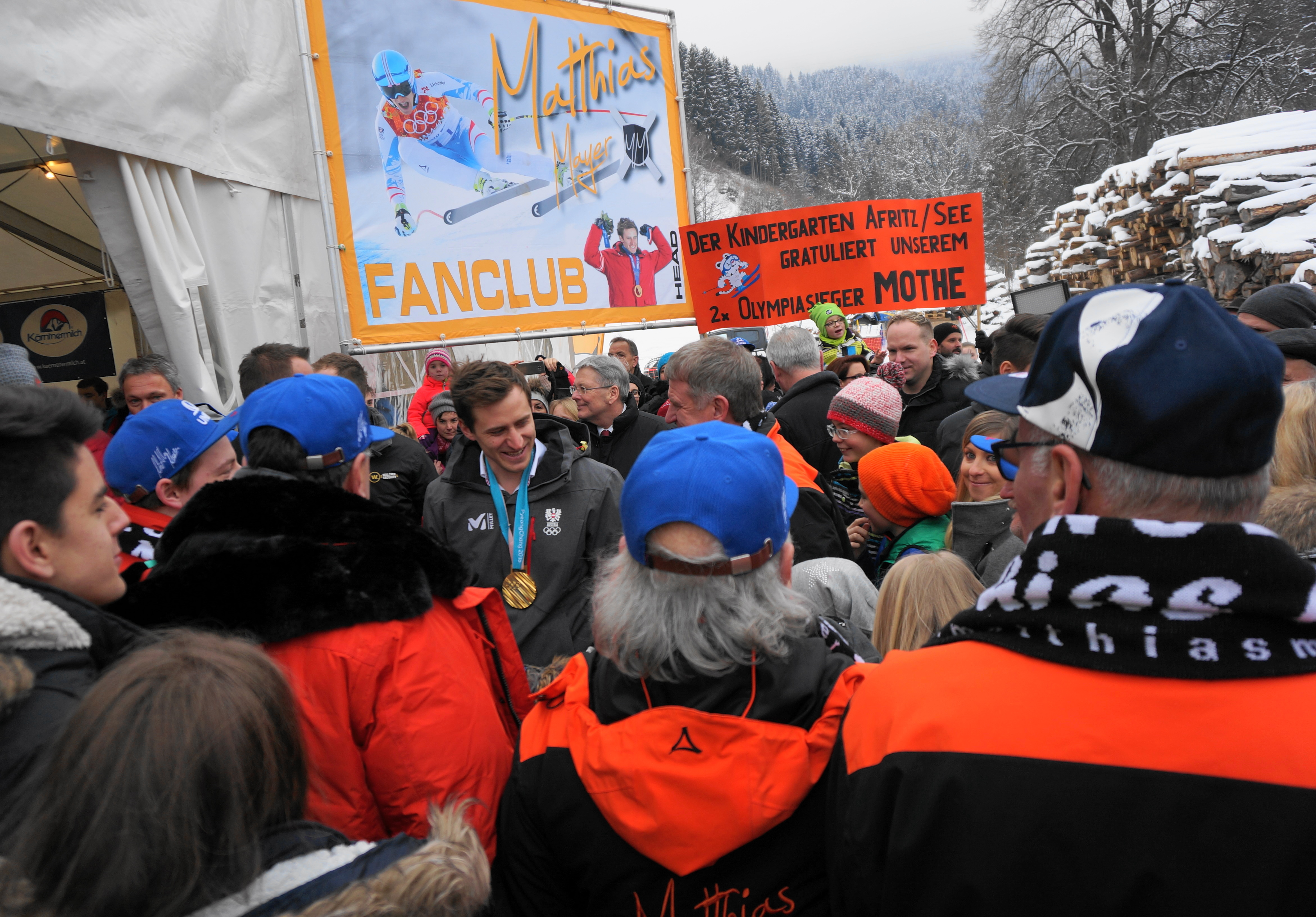
Empfang in Afritz nach dem Olympiasieg 2018

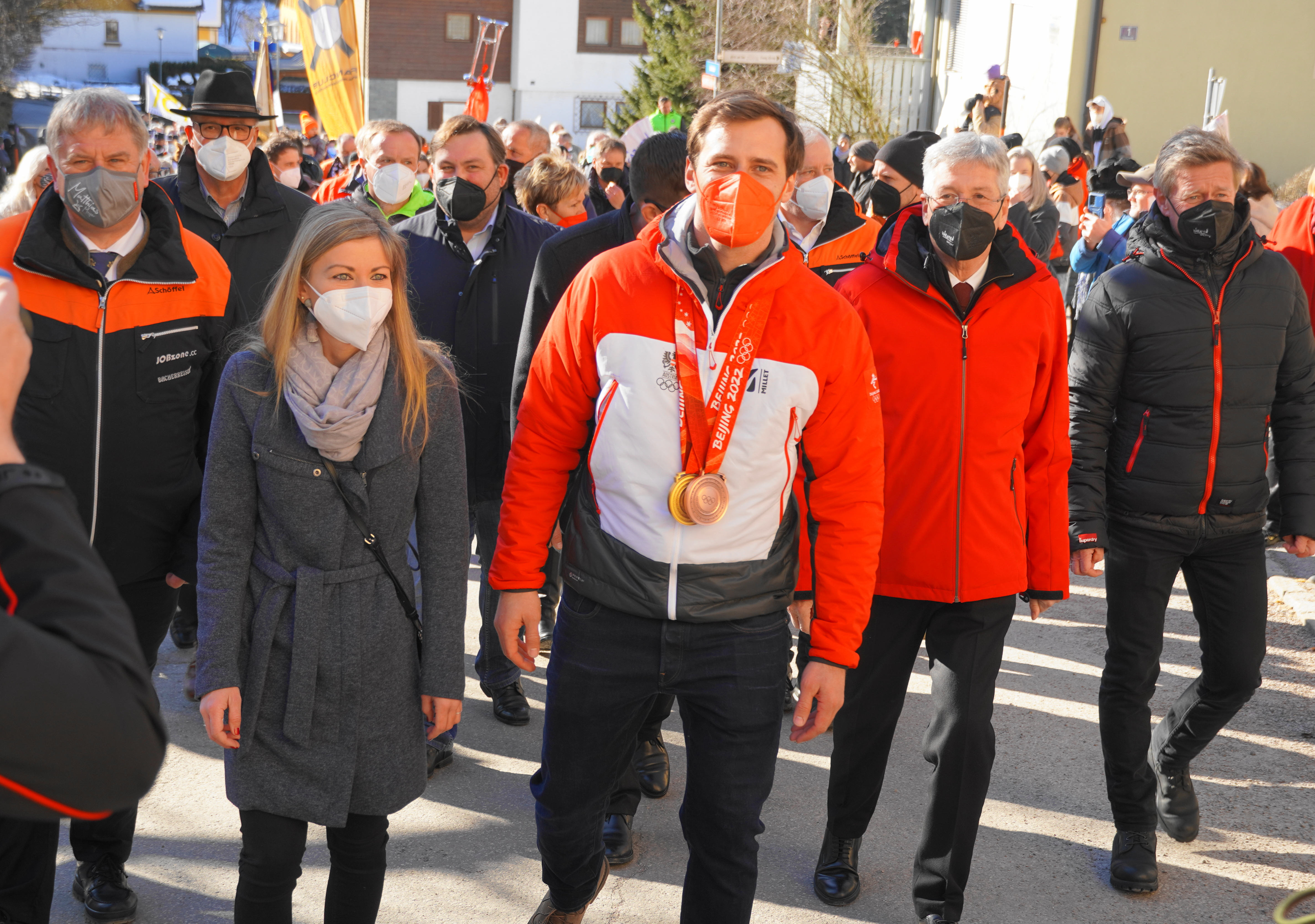
Empfang 3-fach Olympiasieger am 12. Februar 2022 in Afritz

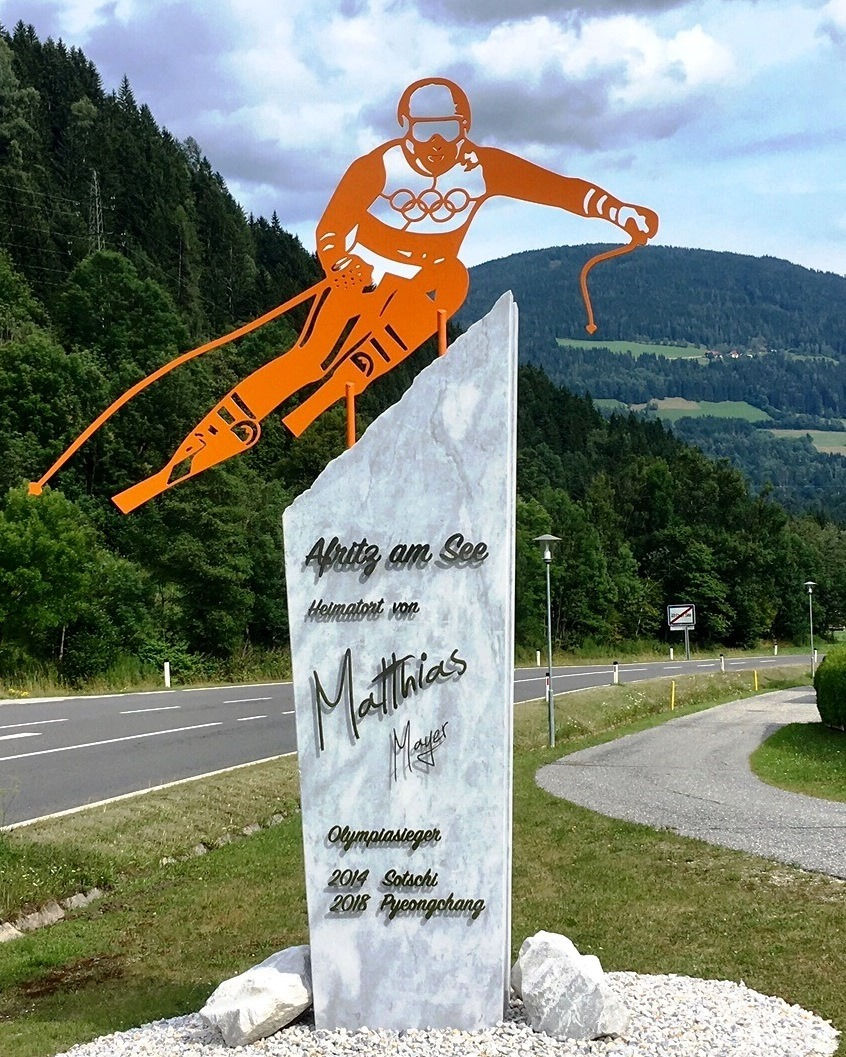
Matthias Mayer Monument, Afritz am See, Villach Land, Kärnten

### Olympische Spiele
- Sotschi 2014: 1. Abfahrt, 6. Riesenslalom, 13. Super-Kombination
- Pyeongchang 2018: 1. Super-G, 9. Abfahrt
- Peking 2022: 1. Super-G, 3. Abfahrt

### Weltmeisterschaften
- Schladming 2013: 5. Super-G, 10. Super-Kombination, 13. Abfahrt
- Vail/Beaver Creek 2015: 4. Super-G, 11. Alpine Kombination, 12. Abfahrt
- St. Moritz 2017: 11. Abfahrt, 17. Alpine Kombination
- Åre 2019: 5. Abfahrt
- Cortina d’Ampezzo 2021: 6. Super-G

### Weltcupwertungen
| Saison  | Gesamt | Gesamt | Abfahrt | Abfahrt | Super-G | Super-G | Riesenslalom | Riesenslalom | Kombination | Kombination |
| Saison  | Platz  | Punkte | Platz   | Punkte  | Platz   | Punkte  | Platz        | Punkte       | Platz       | Punkte      |
| ------- | ------ | ------ | ------- | ------- | ------- | ------- | ------------ | ------------ | ----------- | ----------- |
| 2010/11 | 150.   | 8      | –       | –       | 48.     | 8       | –            | –            | –           | –           |
| 2011/12 | 50.    | 201    | –       | –       | 13.     | 171     | –            | –            | 26.         | 30          |
| 2012/13 | 17.    | 382    | 25.     | 92      | 3.      | 228     | 39.          | 15           | 9.          | 47          |
| 2013/14 | 9.     | 602    | 5.      | 307     | 4.      | 236     | 44.          | 9            | 11.         | 50          |
| 2014/15 | 9.     | 717    | 4.      | 386     | 3.      | 274     | 46.          | 7            | 10.         | 50          |
| 2015/16 | 57.    | 172    | 34.     | 42      | 18.     | 130     | –            | –            | –           | –           |
| 2016/17 | 13.    | 442    | 8.      | 237     | 7.      | 189     | –            | –            | 27.         | 16          |
| 2017/18 | 9.     | 622    | 6.      | 348     | 8.      | 180     | 41.          | 22           | 7.          | 72          |
| 2018/19 | 17.    | 496    | 11.     | 197     | 6.      | 295     | 52.          | 4            | –           | –           |
| 2019/20 | 4.     | 916    | 3.      | 424     | 4.      | 324     | 33.          | 28           | 3.          | 140         |
| 2020/21 | 7.     | 700    | 2.      | 418     | 3.      | 276     | 56.          | 6            | –           | –           |
| 2021/22 | 4.     | 880    | 5.      | 508     | 4.      | 372     | –            | –            | –           | –           |
| 2022/23 | 21.    | 268    | 13.     | 182     | 21.     | 86      | –            | –            | –           | –           |

### Weltcupsiege
- 45 Podestplätze, davon 11 Siege:

| Datum             | Ort         | Land       | Disziplin   |
| ----------------- | ----------- | ---------- | ----------- |
| 12. März 2014     | Lenzerheide | Schweiz    | Abfahrt     |
| 21. Februar 2015  | Saalbach    | Österreich | Abfahrt     |
| 22. Februar 2015  | Saalbach    | Österreich | Super-G     |
| 20. Jänner 2017   | Kitzbühel   | Österreich | Super-G     |
| 14. März 2018     | Åre         | Schweden   | Abfahrt *   |
| 1. Dezember 2019  | Lake Louise | Kanada     | Super-G     |
| 17. Jänner 2020   | Wengen      | Schweiz    | Kombination |
| 25. Jänner 2020   | Kitzbühel   | Österreich | Abfahrt     |
| 7. März 2020      | Kvitfjell   | Norwegen   | Abfahrt     |
| 30. Dezember 2020 | Bormio      | Italien    | Abfahrt     |
| 27. November 2021 | Lake Louise | Kanada     | Abfahrt     |

* zeitgleich mit Vincent Kriechmayr

### Juniorenweltmeisterschaften
- Formigal 2008: 2. Super-G, 7. Riesenslalom, 13. Abfahrt
- Garmisch-Partenkirchen 2009: 10. Super-G, 11. Abfahrt
- Mont Blanc 2010: 10. Abfahrt, 12. Super-G, 23. Riesenslalom

### Europacup
- Saison 2008/09: 6. Super-G-Wertung
- Saison 2010/11: 6. Gesamtwertung, 1. Super-G-Wertung
- 6 Podestplätze, davon 2 Siege:

| Datum           | Ort         | Land       | Disziplin |
| --------------- | ----------- | ---------- | --------- |
| 26. Jänner 2011 | Méribel     | Frankreich | Super-G   |
| 11. März 2011   | Sella Nevea | Italien    | Super-G   |

### Weitere Erfolge
- Österreichischer Jugendmeister in der Abfahrt 2008
- 3 Siege in FIS-Rennen

## Auszeichnungen
- Matthias Mayer wurde sowohl 2014 als auch 2015 vom Sportpresseklub Kärnten zum „Kärntner Sportler des Jahres“ gewählt
- 2018: Ehrenbürgerschaft seiner Heimatgemeinde Afritz[12]
- 2018: Kärntner Landesorden in Gold